# Elaine Feldman
Pour les articles homonymes, voir Feldman.
Elaine Feldman (31 mars 1916 - 19 octobre 2006) est une personnalité publique irlandaise et la cofondatrice de la première école secondaire pour la communauté juive de Dublin.

## Enfance et famille
Elaine Feldman est née Elaine Freeman au 19 Kenilworth Park, Harold's Cross à Dublin le 31 mars 1916. Elle est le deuxième enfant de Maurice et Ada Freeman (née Price). Son père est un immigrant russe qui possède un certain nombre d'entreprises sur la rue Kevin, et sa mère fait du bénévolat avec l'école juive locale de la synagogue Adelaide Road, formant de jeunes enfants juifs à leur religion. Comme beaucoup d'autres enfants juifs, Feldman fréquente le Protestant Wesley College, car les écoles protestantes sont plus attentives aux besoins des Juifs pratiquants. Feldman est nommée première préfète à l'âge de 14 ans, après s'être plainte que les filles ne sont pas surveillées à l'heure du déjeuner. Elle reçoit une bourse du Trinity College de Dublin sur la base de ses résultats de Leaving Certificate, mais à la place, elle entre dans la fonction publique à la sortie de l'école en 1934. Elle travaille d'abord au ministère des Finances et, après la déclaration d'urgence, au ministère de la Défense. Son arrivée et son départ du château de Dublin sur son vélo attirent souvent une foule de gens qui soi-disant ne sont pas habitués à voir une personne juive. Elle épouse Jacob 'Jack' Feldman (décédé en 1985) le 31 mars 1941. Il est voyageur de commerce puis propriétaire d'un magasin. En raison de l'interdiction de mariage dans la fonction publique, Feldman doit démissionner de son emploi. Le couple a deux fils et une fille : Maurice, Alec et Estelle.

## Stratford College
Lorsque les enfants des Feldman sont assez vieux pour l'école secondaire, ils sont tous deux mécontents des choix limités disponibles pour les enfants juifs, d'autant plus qu'il y a un manque de place dans les écoles protestantes. Ils craignent également qu'une éducation laïque laisse leurs enfants sans une pleine appréciation de leur héritage en tant que juifs orthodoxes pratiquants. En 1952, Feldman est parmi les cinq personnes présente à une réunion dans la maison du grand rabbin Immanuel Jakobvits. Cette réunion mène finalement à la fondation de la première école secondaire juive en Irlande, le Stratford College à Rathgar. En septembre 1952, l'école ouvre ses portes sur Terenure Road East avec un petit groupe d'enfants de l'école nationale juive de Bloomfield Avenue. Feldman siège au conseil de gouvernance en tant que secrétaire honoraire pendant 17 ans, gérant tous les aspects du fonctionnement de l'école et faisant pression sur les fonctionnaires et les politiciens pour obtenir du soutien,,.
Avec la croissance de l'école, Feldman supervise l'achat d'un plus grand bâtiment au 1 Zion Road, en 1954, acceptant de payer 4 250 £ avant la mise en place d'un arrangement financier. Paniquée par la situation, elle consulte le directeur de la Northern Bank, qui approuve sa décision et prête de l'argent supplémentaire pour équiper l'école tout en prenant des cautions de Jack Feldman et de quatre autres hommes d'affaires juifs. Aux côtés des enfants juifs, ceux d'autres confessions fréquentent également l'école. Feldman trouve des fonds pour un grand nombre de bourses pour les enfants juifs dont les parents ne peuvent pas payer les frais de scolarité. Les bourses couvrent également le coût des uniformes et des livres. L'école créé un prix en l'honneur de Feldman, décerné aux étudiants pour leur mérite littéraire,. Elle collabore avec le Dr Dermot Ryan pour que l'hébreu soit ajouté aux sujets reconnus au Leaving Certificate.
À partir des années 1970, Feldman donne des conférences sur les doctrines et croyances juives à un public chrétien à la Synagogue d'Adélaïde Road, avec des chefs de communauté juive et des rabbins britanniques. Elle est nommée membre fondatrice du Conseil irlandais des chrétiens et des juifs par le grand rabbin David Rosen. Elle donne également des conférences aux écoliers de Dublin sur la compréhension interconfessionnelle. Elle fait du bénévolat au siège des Irish Girl Guides pendant de nombreuses années, en tant que contrôleur de la boutique de guides, supervisant son développement en une entreprise importante et efficace. Pendant un certain temps, elle est commissaire de district et continue à être active en tant que guide après sa retraite officielle, faisant d'lle l'une des femmes les plus âgées impliquées dans les Guides du monde. Feldman souffre de maladie chronique tout au long de sa vie, mais elle est un golfeuse active et présidente à vie du club de golf juif d'Edmondstown.
Feldman meurt le 19 octobre 2006 à son domicile de Neville Avenue à Rathgar.